# Vinár
Vinár is een plaats (község) en gemeente in het Hongaarse comitaat Veszprém. Vinár telt 253 inwoners (2005).